# فركلة السفلى
فركلة السفلى هي قرية مغربية وسط البلاد.تقع  جنوبي المغرب. تنتمي فركلة السفلى لإقليم الرشيدية، وتضم الجماعة القروية 12.624 نسمة (حسب الإحصاء الرسمي 2004).